# Helius (Helius) tanyrhinus
Helius (Helius) tanyrhinus is een tweevleugelige uit de familie steltmuggen (Limoniidae). De soort komt voor in het Oriëntaals gebied.